# Aspalathus incurvifolia
Aspalathus incurvifolia là một loài thực vật có hoa trong họ Đậu. Loài này được Walp. miêu tả khoa học đầu tiên.